# یواس‌اس اکو (آی‌ایکس-۹۵)
یواس‌اس اکو (آی‌ایکس-۹۵) (به انگلیسی: USS Echo (IX-95)) یک کشتی بود که طول آن ۱۰۴ فوت (۳۲ متر) بود. این کشتی در سال ۱۹۴۲ ساخته شد.